# Ärtan och Bönans naturreservat
Ärtan och Bönans naturreservat är ett naturreservat i Höganäs kommun i Skåne län.
Området är naturskyddat sedan 2019 och är 10 hektar stort. Det ligger strax nordost om Höganäs och består av gruvrester i form av varphögar, i ett landskap med både gamla träd och ängsmark.